# Jan Wicher Kok
Jan Wicher Kok (1942) is een Nederlands politicus van het CDA.
Hij is afgestudeerd in de rechten en in 1983 werd hij hoofd van de afdeling kabinet van de commissaris van de Koningin van Drenthe. In 1994 volgde zijn benoeming tot waarnemend burgemeester van Peize. In april 1997 werd Kok burgemeester van Marum wat hij zou blijven tot hij begin 2005 vervroegd met pensioen ging.